# Junts+ Carles Puigdemont per Catalunya
Junts+ Carles Puigdemont per Catalunya (JUNTS+) és una coalició electoral formada per Junts per Catalunya i Demòcrates de Catalunya que va néixer el 26 de març de 2024 amb l'objectiu de presentar-se a les eleccions al Parlament de Catalunya de 2024. El seu cap de candidatura és Carles Puigdemont i Casamajó.
La candidatura rep el suport d'Estat Català, Alternativa Verda, Joventut Republicana de Lleida, Reagrupament, Acció per la República i Moviment d'Esquerres. La candidatura va anunciar que la seva campanya la faria majoritàriament a Catalunya Nord, on es va traslladar Carles Puigdemont.
La candidatura va obtenir 671.780 vots, el 27,94% i 35 escons, tres més dels que va obtenir Junts per Catalunya a les eleccions al Parlament de Catalunya de 2021, aconseguint els millors resultats de la història de Junts. pujant fins als 35 escons